# American League
Die American League ist neben der National League eine von zwei Ligen in der US-amerikanischen Profibaseballliga Major League Baseball. Sie ging 1899 aus der Western League hervor und wird seit 1901 als eine Major League angesehen. Seit 1903 spielen die Sieger von National League und American League um die World Series.

## Geschichte und Teams
Seit der Gründung als Major League 1901 kämpften acht Teams um den Titel. Alle acht Teams sind auch heute noch in dieser Liga aktiv, allerdings haben eine Vielzahl von Ortswechseln und Umbenennungen stattgefunden:
Nach wie vor in der Ursprungsstadt aktiv sind die
- Boston Red Sox,
- Detroit Tigers,
- Chicago White Sox und
- Cleveland Guardians (bis 2021 Cleveland Indians).

Als Gründungsmitglieder zählen aber auch die
- ursprünglichen Baltimore Orioles, ab 1903 New York Highlanders, ab 1913 New York Yankees (Rekordmeister),
- Milwaukee Brewers, ab 1902 St. Louis Browns, ab 1954 Baltimore Orioles,
- Philadelphia Athletics, ab 1955 Kansas City Athletics, seit 1968 Oakland Athletics, sowie
- Washington Senators (bzw. Nationals), ab 1961 Minnesota Twins.

Die mehrfachen Namensgleichheiten sorgen leicht für Verwirrung, zumal die Teams in der Regel trotz Umzugs und Umbenennung die vorherige Geschichte (wie z. B. die Meistertitel) „behalten“.
Durch verschiedene Aufstockungsbewegungen spielen seit 1977 mittlerweile fünfzehn Teams in der American League. Als sogenannte Expansion Teams gelten die
- Los Angeles Angels (1961–1965 und seit 2015), California Angels (1965–1996), Anaheim Angels (1997–2004), Los Angeles Angels of Anaheim (2005–2015),
- Washington Senators (1961–1971), seit 1971 Texas Rangers
- Kansas City Royals (seit 1969),
- Seattle Mariners (seit 1977),
- Toronto Blue Jays (seit 1977, einziges kanadisches Team der American League) und
- Tampa Bay Devil Rays (1998–2007), seit 2007 Tampa Bay Rays.

Im Jahr der bislang letzten Neuaufnahme 1998 wechselten die 1969 als Seattle Pilots gegründeten Milwaukee Brewers als erstes und bisher einziges Team von der American in die National League, unter anderem um jeweils eine gerade Zahl an Mannschaften in jeder Liga zu gewährleisten.
2013 wechselten die 1962 als Houston Colt .45s gegründeten Houston Astros wiederum als erstes und bisher einziges Team von der National League (Central Division) in die American League (Western Division), um die Anzahl an Mannschaften in beiden Ligen auszugleichen.

## Meisterschaften
Der Rekordmeister sind die New York Yankees mit bereits 40 Titeln.

### 1969 bis heute
Seit 1969 wird die Meisterschaft in sog. Divisionen ausgetragen. Die nach geographischen Kriterien gewählten East- bzw. West-Division ermittelten bis 1993 jeweils einen Divisionssieger, die dann in der Championship Series (ALCS) den Meister der AL ausspielten.
Seit 1994 erfolgt der Spielbetrieb in drei Divisionen (East, Central und West). Die drei Divisionssieger und der beste Zweite (sog. Wild-Card) ermittelten dann bis 2021 über ein Halbfinale (Division Series, ALDS) und Finale (Championship Series) den Titelträger. Seit 2022 hat sich der Austragungsmodus der Postseason geändert und besteht nun nicht mehr aus einem einzelnen Wild-Card-Spiel, sondern aus einer Wild-Card-Runde, der sich die Division- und Championship Series anschließen und die in der World Series enden. Zu den jeweiligen Ergebnissen der ALDS vergleiche World Series.
| Jahr | Sieger AL                            | Titel                                | Verlierer ALCS                       | Ergebnis                             |
| ---- | ------------------------------------ | ------------------------------------ | ------------------------------------ | ------------------------------------ |
| 1969 | Baltimore Orioles                    | 3                                    | Minnesota Twins                      | 3–0                                  |
| 1970 | Baltimore Orioles                    | 4                                    | Minnesota Twins                      | 3–0                                  |
| 1971 | Baltimore Orioles                    | 5                                    | Oakland Athletics                    | 3–0                                  |
| 1972 | Oakland Athletics                    | 10                                   | Detroit Tigers                       | 3–2                                  |
| 1973 | Oakland Athletics                    | 11                                   | Baltimore Orioles                    | 3–2                                  |
| 1974 | Oakland Athletics                    | 12                                   | Baltimore Orioles                    | 3–1                                  |
| 1975 | Boston Red Sox                       | 9                                    | Oakland Athletics                    | 3–0                                  |
| 1976 | New York Yankees                     | 30                                   | Kansas City Royals                   | 3–2                                  |
| 1977 | New York Yankees                     | 31                                   | Kansas City Royals                   | 3–2                                  |
| 1978 | New York Yankees                     | 32                                   | Kansas City Royals                   | 3–1                                  |
| 1979 | Baltimore Orioles                    | 6                                    | California Angels                    | 3–1                                  |
| 1980 | Kansas City Royals                   | 1                                    | New York Yankees                     | 3–0                                  |
| 1981 | New York Yankees                     | 33                                   | Oakland Athletics                    | 3–0                                  |
| 1982 | Milwaukee Brewers                    | 1                                    | California Angels                    | 3–2                                  |
| 1983 | Baltimore Orioles                    | 7                                    | Chicago White Sox                    | 3–1                                  |
| 1984 | Detroit Tigers                       | 9                                    | Kansas City Royals                   | 3–0                                  |
| 1985 | Kansas City Royals                   | 2                                    | Toronto Blue Jays                    | 4–3                                  |
| 1986 | Boston Red Sox                       | 10                                   | California Angels                    | 4–3                                  |
| 1987 | Minnesota Twins                      | 5                                    | Detroit Tigers                       | 4–1                                  |
| 1988 | Oakland Athletics                    | 13                                   | Boston Red Sox                       | 4–0                                  |
| 1989 | Oakland Athletics                    | 14                                   | Toronto Blue Jays                    | 4–1                                  |
| 1990 | Oakland Athletics                    | 15                                   | Boston Red Sox                       | 4–0                                  |
| 1991 | Minnesota Twins                      | 6                                    | Toronto Blue Jays                    | 4–1                                  |
| 1992 | Toronto Blue Jays                    | 1                                    | Oakland Athletics                    | 4–2                                  |
| 1993 | Toronto Blue Jays                    | 2                                    | Chicago White Sox                    | 4–2                                  |
| 1994 | nach Spielerstreik nicht ausgetragen | nach Spielerstreik nicht ausgetragen | nach Spielerstreik nicht ausgetragen | nach Spielerstreik nicht ausgetragen |
| 1995 | Cleveland Indians                    | 4                                    | Seattle Mariners                     | 4–2                                  |
| 1996 | New York Yankees                     | 34                                   | Baltimore Orioles*                   | 4–1                                  |
| 1997 | Cleveland Indians                    | 5                                    | Baltimore Orioles                    | 4–2                                  |
| 1998 | New York Yankees                     | 35                                   | Cleveland Indians                    | 4–2                                  |
| 1999 | New York Yankees                     | 36                                   | Boston Red Sox*                      | 4–1                                  |
| 2000 | New York Yankees                     | 37                                   | Seattle Mariners*                    | 4–2                                  |
| 2001 | New York Yankees                     | 38                                   | Seattle Mariners                     | 4–1                                  |
| 2002 | Anaheim Angels *                     | 1                                    | Minnesota Twins                      | 4–1                                  |
| 2003 | New York Yankees                     | 39                                   | Boston Red Sox*                      | 4–3                                  |
| 2004 | Boston Red Sox *                     | 11                                   | New York Yankees                     | 4–3                                  |
| 2005 | Chicago White Sox                    | 6                                    | Los Angeles Angels of Anaheim        | 4–1                                  |
| 2006 | Detroit Tigers*                      | 10                                   | Oakland Athletics                    | 4–0                                  |
| 2007 | Boston Red Sox                       | 12                                   | Cleveland Indians                    | 4–3                                  |
| 2008 | Tampa Bay Rays                       | 1                                    | Boston Red Sox*                      | 4–3                                  |
| 2009 | New York Yankees                     | 40                                   | Los Angeles Angels of Anaheim        | 4–2                                  |
| 2010 | Texas Rangers                        | 1                                    | New York Yankees*                    | 4–2                                  |
| 2011 | Texas Rangers                        | 2                                    | Detroit Tigers                       | 4–2                                  |
| 2012 | Detroit Tigers                       | 11                                   | New York Yankees                     | 4–0                                  |
| 2013 | Boston Red Sox                       | 13                                   | Detroit Tigers                       | 4–2                                  |
| 2014 | Kansas City Royals                   | 3                                    | Baltimore Orioles                    | 4–0                                  |
| 2015 | Kansas City Royals                   | 4                                    | Toronto Blue Jays                    | 4–2                                  |
| 2016 | Cleveland Indians                    | 6                                    | Toronto Blue Jays                    | 4–1                                  |
| 2017 | Houston Astros                       | 1                                    | New York Yankees*                    | 4–3                                  |
| 2018 | Boston Red Sox                       | 14                                   | Houston Astros                       | 4–1                                  |
| 2019 | Houston Astros                       | 2                                    | New York Yankees                     | 4–2                                  |
| 2020 | Tampa Bay Rays                       | 2                                    | Houston Astros                       | 4–3                                  |
| 2021 | Houston Astros                       | 3                                    | Boston Red Sox                       | 4–2                                  |
| 2022 | Houston Astros                       | 4                                    | New York Yankees                     | 4–0                                  |
| 2023 | Texas Rangers                        | 3                                    | Houston Astros                       | 4–3                                  |
| 2024 | New York Yankees                     | 41                                   | Cleveland Guardians                  | 4–1                                  |

* Sieger der Wild-Card 
Die folgende Übersicht zeigt die Titelgewinne der Teams in den letzten 42 Jahren. Wie in der Gesamtstatistik führen auch hier die New York Yankees unangefochten. Hiernach zeigt sich die Liga relativ ausgeglichen: Nur eins der aktuellen 14 Teams blieb in dieser Zeit ohne Titelgewinn (Seattle Mariners, Verlierer in den ALCS 1995, 2000 und 2001). Mit Tampa Bay und Texas konnten 2008 und 2010 zuvor erfolglose Teams ihren ersten Titel holen.

### Übersicht
| Team               | Titelzahl seit 1969 | Titelzahl insges. | Jahre                                                                  |
| ------------------ | ------------------- | ----------------- | ---------------------------------------------------------------------- |
| New York Yankees   | 12                  | 41                | 1976, 1977, 1978, 1981, 1996, 1998, 1999, 2000, 2001, 2003, 2009, 2024 |
| Oakland Athletics  | 6                   | 15                | 1972, 1973, 1974, 1988, 1989, 1990                                     |
| Boston Red Sox     | 6                   | 14                | 1975, 1986, 2004, 2007, 2013, 2018                                     |
| Detroit Tigers     | 3                   | 11                | 1984, 2006, 2012                                                       |
| Baltimore Orioles  | 5                   | 7                 | 1969, 1970, 1971, 1979, 1983                                           |
| Cleveland Indians  | 3                   | 6                 | 1995, 1997, 2016                                                       |
| Minnesota Twins    | 2                   | 6                 | 1987, 1991                                                             |
| Chicago White Sox  | 1                   | 6                 | 2005                                                                   |
| Houston Astros     | 4 + (1)             | 4 + (1)           | 2017, 2019, 2021, 2022 + (2005 in der NL)                              |
| Kansas City Royals | 4                   | 4                 | 1980, 1985, 2014, 2015                                                 |
| Texas Rangers      | 3                   | 3                 | 2010, 2011, 2023                                                       |
| Tampa Bay Rays     | 2                   | 2                 | 2008, 2020                                                             |
| Toronto Blue Jays  | 2                   | 2                 | 1992, 1993                                                             |
| Milwaukee Brewers  | 1                   | 1                 | 1982 (mittlerweile in NL, dort titellos)                               |
| Los Angeles Angels | 1                   | 1                 | 2002                                                                   |

## Spielbetrieb
Der Spielbetrieb ist seit 1994 in drei Divisionen (geographisch nach East, Central und West) unterteilt.
Mit der Neuaufnahme von Tampa Bay 1998 wurde die bislang letzte Zuordnungsänderung innerhalb der American League notwendig: Detroit wurde von der Eastern in die Central Division versetzt, nachdem die Milwaukee Brewers in die National League gewechselt sind.
Zuletzt wechselten 2013 die Houston Astros von der National League (Central Division) in die American League (Western Division).
Die nachfolgenden Übersichten zeigen die Platzierungen der Teams seit diesem Zeitpunkt.

### Eastern Division
- Baltimore Orioles
- Boston Red Sox
- New York Yankees
- Tampa Bay Rays
- Toronto Blue Jays

| American League East 1998–2024 | American League East 1998–2024 | American League East 1998–2024 | American League East 1998–2024 | American League East 1998–2024 | American League East 1998–2024 |
| Jahr                           | 1.                             | 2.                             | 3.                             | 4.                             | 5.                             |
| ------------------------------ | ------------------------------ | ------------------------------ | ------------------------------ | ------------------------------ | ------------------------------ |
| 1998                           | NYY                            | BOS                            | TOR                            | BAL                            | TB                             |
| 1999                           | NYY                            | BOS                            | TOR                            | BAL                            | TB                             |
| 2000                           | NYY                            | BOS                            | TOR                            | BAL                            | TB                             |
| 2001                           | NYY                            | BOS                            | TOR                            | BAL                            | TB                             |
| 2002                           | NYY                            | BOS                            | TOR                            | BAL                            | TB                             |
| 2003                           | NYY                            | BOS                            | TOR                            | BAL                            | TB                             |
| 2004                           | NYY                            | BOS                            | BAL                            | TB                             | TOR                            |
| 2005                           | NYY                            | BOS                            | TOR                            | BAL                            | TB                             |
| 2006                           | NYY                            | TOR                            | BOS                            | BAL                            | TB                             |
| 2007                           | BOS                            | NYY                            | TOR                            | BAL                            | TB                             |
| 2008                           | TB                             | BOS                            | NYY                            | TOR                            | BAL                            |
| 2009                           | NYY                            | BOS                            | TB                             | TOR                            | BAL                            |
| 2010                           | TB                             | NYY                            | BOS                            | TOR                            | BAL                            |
| 2011                           | NYY                            | TB                             | BOS                            | TOR                            | BAL                            |
| 2012                           | NYY                            | BAL                            | TB                             | TOR                            | BOS                            |
| 2013                           | BOS                            | TB                             | BAL                            | NYY                            | TOR                            |
| 2014                           | BAL                            | NYY                            | TOR                            | TB                             | BOS                            |
| 2015                           | TOR                            | NYY                            | BAL                            | TB                             | BOS                            |
| 2016                           | BOS                            | BAL                            | TOR                            | NYY                            | TB                             |
| 2017                           | BOS                            | NYY                            | TB                             | TOR                            | BAL                            |
| 2018                           | BOS                            | NYY                            | TB                             | TOR                            | BAL                            |
| 2019                           | NYY                            | TB                             | BOS                            | TOR                            | BAL                            |
| 2020                           | TB                             | NYY                            | TOR                            | BAL                            | BOS                            |
| 2021                           | TB                             | BOS                            | NYY                            | TOR                            | BAL                            |
| 2022                           | NYY                            | TOR                            | TB                             | BAL                            | BOS                            |
| 2023                           | BAL                            | TB                             | TOR                            | NYY                            | BOS                            |
| 2024                           | NYY                            | BAL                            | BOS                            | TB                             | TOR                            |

### Central Division
- Chicago White Sox
- Cleveland Guardians
- Detroit Tigers
- Minnesota Twins
- Kansas City Royals

| American League Central 1998–2024 | American League Central 1998–2024 | American League Central 1998–2024 | American League Central 1998–2024 | American League Central 1998–2024 | American League Central 1998–2024 |
| Jahr                              | 1.                                | 2.                                | 3.                                | 4.                                | 5.                                |
| --------------------------------- | --------------------------------- | --------------------------------- | --------------------------------- | --------------------------------- | --------------------------------- |
| 1998                              | CLE                               | CHI                               | KC                                | MIN                               | DET                               |
| 1999                              | CLE                               | CHI                               | DET                               | KC                                | MIN                               |
| 2000                              | CHI                               | CLE                               | DET                               | KC                                | MIN                               |
| 2001                              | CLE                               | MIN                               | CHI                               | DET                               | KC                                |
| 2002                              | MIN                               | CHI                               | CLE                               | KC                                | DET                               |
| 2003                              | MIN                               | CHI                               | KC                                | CLE                               | DET                               |
| 2004                              | MIN                               | CHI                               | CLE                               | DET                               | KC                                |
| 2005                              | CHI                               | CLE                               | MIN                               | DET                               | KC                                |
| 2006                              | MIN                               | DET                               | CHI                               | CLE                               | KC                                |
| 2007                              | CLE                               | DET                               | MIN                               | CHI                               | KC                                |
| 2008                              | CHI                               | MIN                               | CLE                               | KC                                | DET                               |
| 2009                              | MIN                               | DET                               | CHI                               | CLE                               | KC                                |
| 2010                              | MIN                               | CHI                               | DET                               | CLE                               | KC                                |
| 2011                              | DET                               | CLE                               | CHI                               | KC                                | MIN                               |
| 2012                              | DET                               | CHI                               | KC                                | CLE                               | MIN                               |
| 2013                              | DET                               | CLE                               | KC                                | MIN                               | CHI                               |
| 2014                              | DET                               | KC                                | CLE                               | CHI                               | MIN                               |
| 2015                              | KC                                | MIN                               | CLE                               | CHI                               | DET                               |
| 2016                              | CLE                               | DET                               | KC                                | CHI                               | MIN                               |
| 2017                              | CLE                               | MIN                               | KC                                | CHI                               | DET                               |
| 2018                              | CLE                               | MIN                               | KC                                | CHI                               | DET                               |
| 2019                              | MIN                               | CLE                               | CHI                               | KC                                | DET                               |
| 2020                              | MIN                               | CLE                               | CHI                               | KC                                | DET                               |
| 2021                              | CHI                               | CLE                               | DET                               | KC                                | MIN                               |
| 2022                              | CLE                               | CHI                               | MIN                               | DET                               | KC                                |
| 2023                              | MIN                               | DET                               | CLE                               | CHI                               | KC                                |
| 2024                              | CLE                               | KC                                | DET                               | MIN                               | CHI                               |

### Western Division
- Los Angeles Angels
- Oakland Athletics
- Seattle Mariners
- Texas Rangers
- Houston Astros (ab 2013)

| American League West 1998–2024 | American League West 1998–2024 | American League West 1998–2024 | American League West 1998–2024 | American League West 1998–2024 | American League West 1998–2024 |
| Jahr                           | 1.                             | 2.                             | 3.                             | 4.                             | 5.                             |
| ------------------------------ | ------------------------------ | ------------------------------ | ------------------------------ | ------------------------------ | ------------------------------ |
| 1998                           | TEX                            | LAA                            | SEA                            | OAK                            |                                |
| 1999                           | TEX                            | OAK                            | SEA                            | LAA                            |                                |
| 2000                           | OAK                            | SEA                            | LAA                            | TEX                            |                                |
| 2001                           | SEA                            | OAK                            | LAA                            | TEX                            |                                |
| 2002                           | OAK                            | LAA                            | SEA                            | TEX                            |                                |
| 2003                           | OAK                            | SEA                            | LAA                            | TEX                            |                                |
| 2004                           | LAA                            | OAK                            | TEX                            | SEA                            |                                |
| 2005                           | LAA                            | OAK                            | TEX                            | SEA                            |                                |
| 2006                           | OAK                            | LAA                            | TEX                            | SEA                            |                                |
| 2007                           | LAA                            | SEA                            | OAK                            | TEX                            |                                |
| 2008                           | LAA                            | TEX                            | OAK                            | SEA                            |                                |
| 2009                           | LAA                            | TEX                            | SEA                            | OAK                            |                                |
| 2010                           | TEX                            | OAK                            | LAA                            | SEA                            |                                |
| 2011                           | TEX                            | LAA                            | OAK                            | SEA                            |                                |
| 2012                           | OAK                            | TEX                            | LAA                            | SEA                            |                                |
| 2013                           | OAK                            | TEX                            | LAA                            | SEA                            | HOU                            |
| 2014                           | LAA                            | OAK                            | SEA                            | HOU                            | TEX                            |
| 2015                           | TEX                            | HOU                            | LAA                            | SEA                            | OAK                            |
| 2016                           | TEX                            | SEA                            | HOU                            | LAA                            | OAK                            |
| 2017                           | HOU                            | LAA                            | SEA                            | TEX                            | OAK                            |
| 2018                           | HOU                            | LAA                            | SEA                            | TEX                            | OAK                            |
| 2019                           | HOU                            | OAK                            | TEX                            | LAA                            | SEA                            |
| 2020                           | OAK                            | HOU                            | SEA                            | LAA                            | TEX                            |
| 2021                           | HOU                            | SEA                            | OAK                            | LAA                            | TEX                            |
| 2022                           | HOU                            | SEA                            | LAA                            | TEX                            | OAK                            |
| 2023                           | HOU                            | TEX                            | SEA                            | LAA                            | OAK                            |
| 2024                           | HOU                            | SEA                            | TEX                            | OAK                            | LAA                            |

## Regelunterschied zur National League
Zwischen den Ligen bestand bis 2022 eine Differenz in den Baseball-Regeln. In der American League brauchte der Pitcher seit 1973 nur in der Defensive eingesetzt zu werden. Für ihn schlug in der American League ein zusätzlicher Schlagmann, der sogenannte Designated Hitter (DH).
In der National League war der Einsatz eines Designated Hitters bis zur Saison 2020 nicht erlaubt. In der wegen Covid-19 verkürzten Saison wurde eine Ausnahme gemacht. Mit der Saison 2022 führte die National League nach Verhandlungen zwischen den Eigentümern und der Spielergewerkschaft dauerhaft den Einsatz des Designated Hitters ein.